# ATP World Tour 2010
ATP World Tour 2010 byl elitní tenisový okruh pro profesionály v roce 2010, organizovaný Asociací profesionálních tenistů. Okruh zahrnoval turnaje Grand Slamu (organizované ITF), události kategorií ATP Masters 1000, ATP World Tour 500 series, ATP World Tour 250 series, dále pak týmové soutěže Světový pohár družstev, Davis Cup (pořádaný ITF) a Turnaj mistrů. Součástí okruhu 2010 se stal také Hopmanův pohár, z něhož si hráči nepřipsali žádné body, a jenž byl organizován ITF. Ve Wimbledonu byl sehrán nejdelší zápas dosavadní tenisové historie, který překonal několik rekordů.

## Chronologický přehled událostí
- leden-červen
- červenec-prosinec

## Turnajová vítězství

### Tituly podle hráčů (dvouhra)
| Jméno                  | Počet | Turnaj                                                              |
| ---------------------- | ----- | ------------------------------------------------------------------- |
| Rafael Nadal           | 7     | Monte-Carlo, Rome, Madrid, Roland-Garros, Wimbledon, US Open, Tokio |
| Roger Federer          | 5     | Open d'Australie, Cincinnati, Stockholm, Bâle, Masters              |
| Sam Querrey            | 4     | Memphis, Belgrade, Queen's, Los Angeles                             |
| Juan Carlos Ferrero    | 3     | Costa do Sauipe, Buenos Aires, Umag                                 |
| Nicolás Almagro        | 2     | Båstad, Gstaad                                                      |
| Juan Ignacio Chela     | 2     | Houston, Bukurešť                                                   |
| Marin Čilić            | 2     | Čennaj, Záhřeb                                                      |
| Novak Djoković         | 2     | Dubaj, Peking                                                       |
| David Ferrer           | 2     | Acapulco, Valencie                                                  |
| Mardy Fish             | 2     | Newport, Atlanta                                                    |
| Michaël Llodra         | 2     | Marseille, Eastbourne                                               |
| Albert Montañés        | 2     | Estoril, Stuttgart                                                  |
| Andy Murray            | 2     | Toronto, Šanghaj                                                    |
| Andy Roddick           | 2     | Brisbane, Miami                                                     |
| Robin Söderling        | 2     | Rotterdam, Paříž-Bercy                                              |
| Serhij Stachovskyj     | 2     | 's-Hertogenbosch, New Haven                                         |
| Fernando Verdasco      | 2     | San José (USA), Barcelona                                           |
| Michail Južnyj         | 2     | Mnichov, Kuala Lumpur                                               |
| Marcos Baghdatis       | 1     | Sydney                                                              |
| Thomaz Bellucci        | 1     | Santiago de Chile                                                   |
| Nikolaj Davyděnko      | 1     | Doha                                                                |
| Guillermo García-López | 1     | Bangkok                                                             |
| Richard Gasquet        | 1     | Nice                                                                |
| Andrej Golubjov        | 1     | Hamburk                                                             |
| Ernests Gulbis         | 1     | Delray Beach                                                        |
| Lleyton Hewitt         | 1     | Halle                                                               |
| John Isner             | 1     | Auckland                                                            |
| Michail Kukuškin       | 1     | Petrohrad                                                           |
| Ivan Ljubičić          | 1     | Indian Wells                                                        |
| Feliciano López        | 1     | Johannesburg                                                        |
| Jürgen Melzer          | 1     | Vídeň                                                               |
| Gaël Monfils           | 1     | Montpellier                                                         |
| David Nalbandian       | 1     | Washington                                                          |
| Gilles Simon           | 1     | Méty                                                                |
| Viktor Troicki         | 1     | Moskva                                                              |
| Stanislas Wawrinka     | 1     | Casablanca                                                          |

### Premiérové tituly

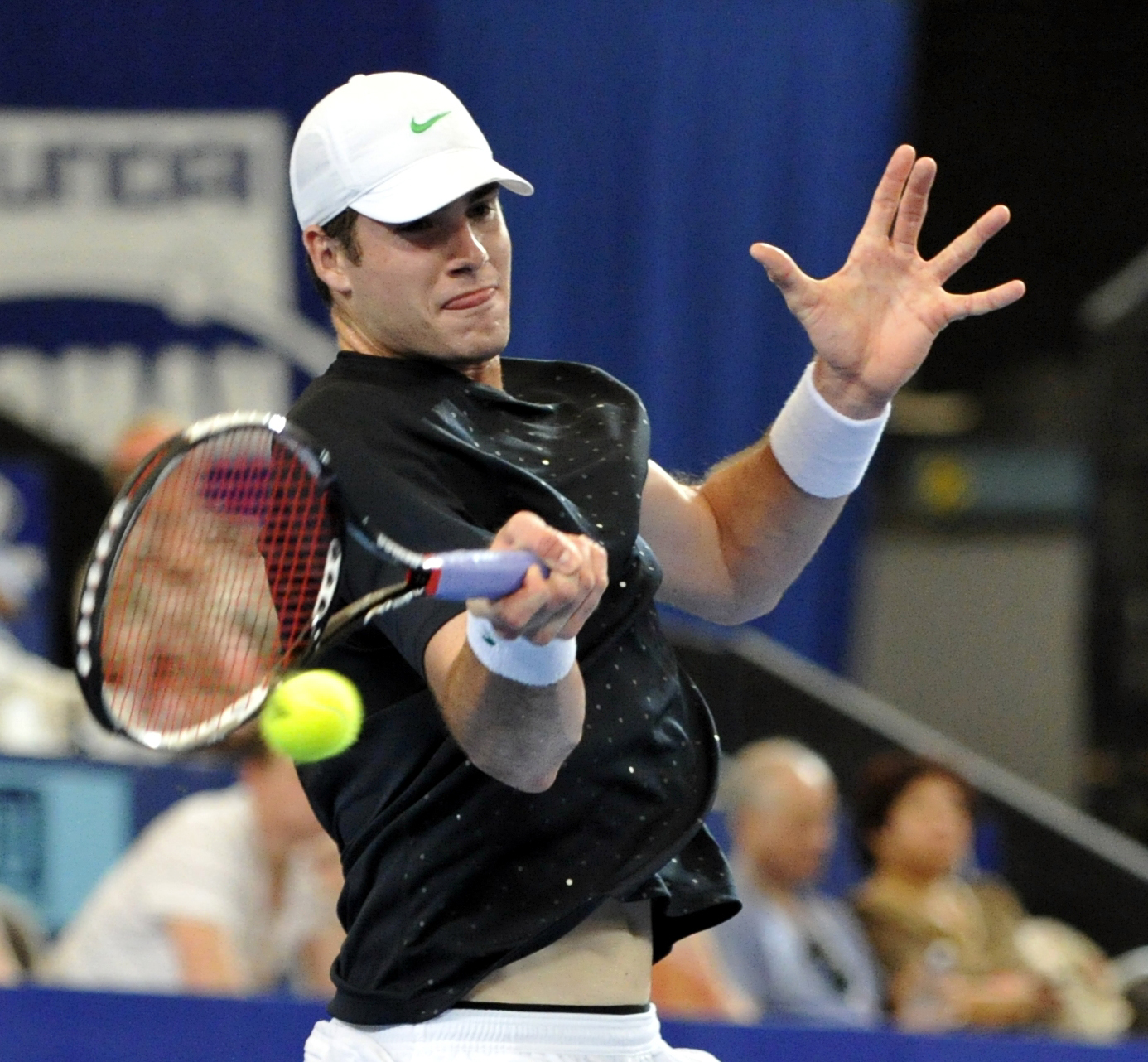
John Isner získal první singlový titul na okruhu ATP vAucklandu.

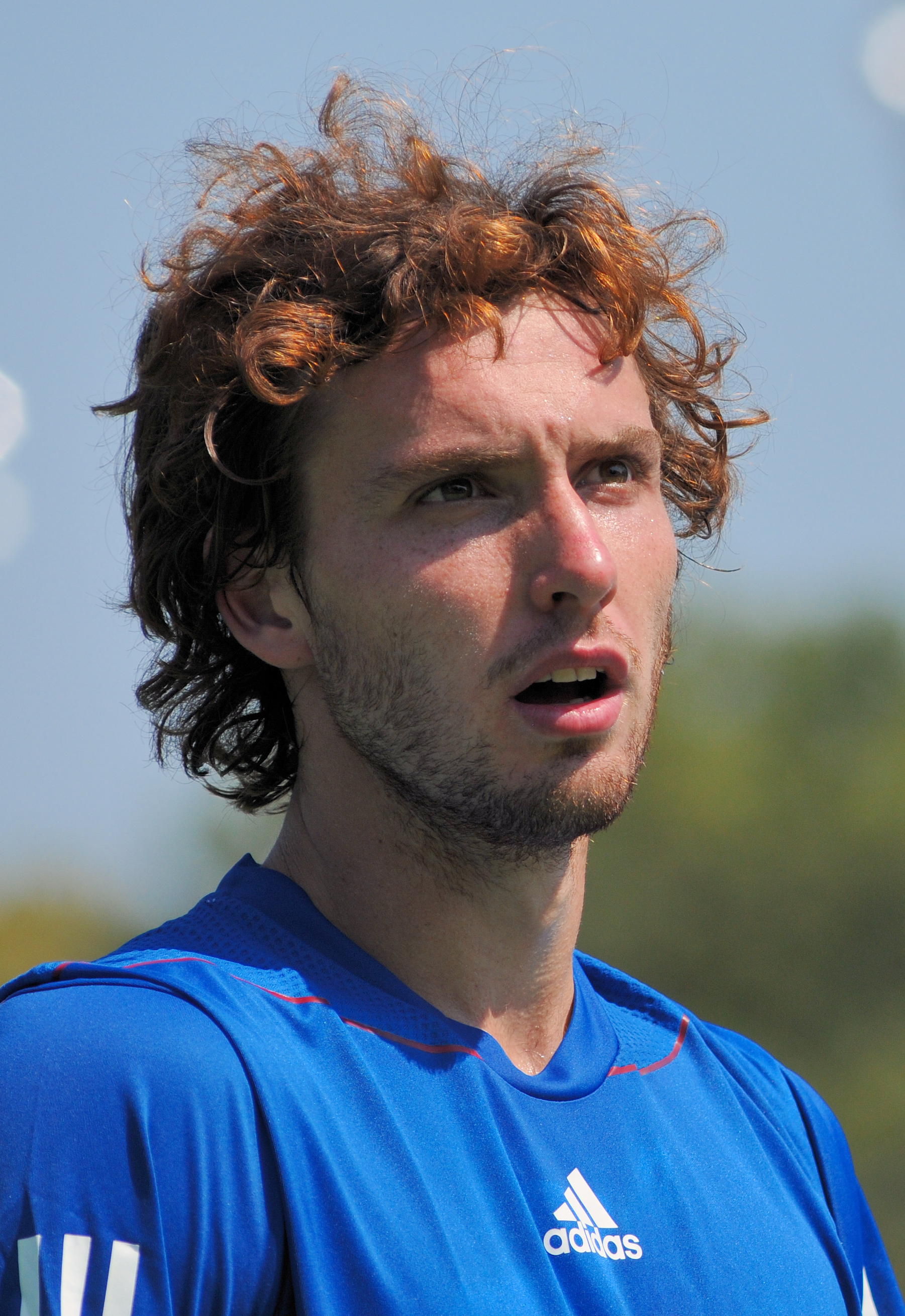
21letý Ernests Gulbis získal premiérový titul ATP v Delray Beach, finálovou výhrou nad Ivo Karlovićem.

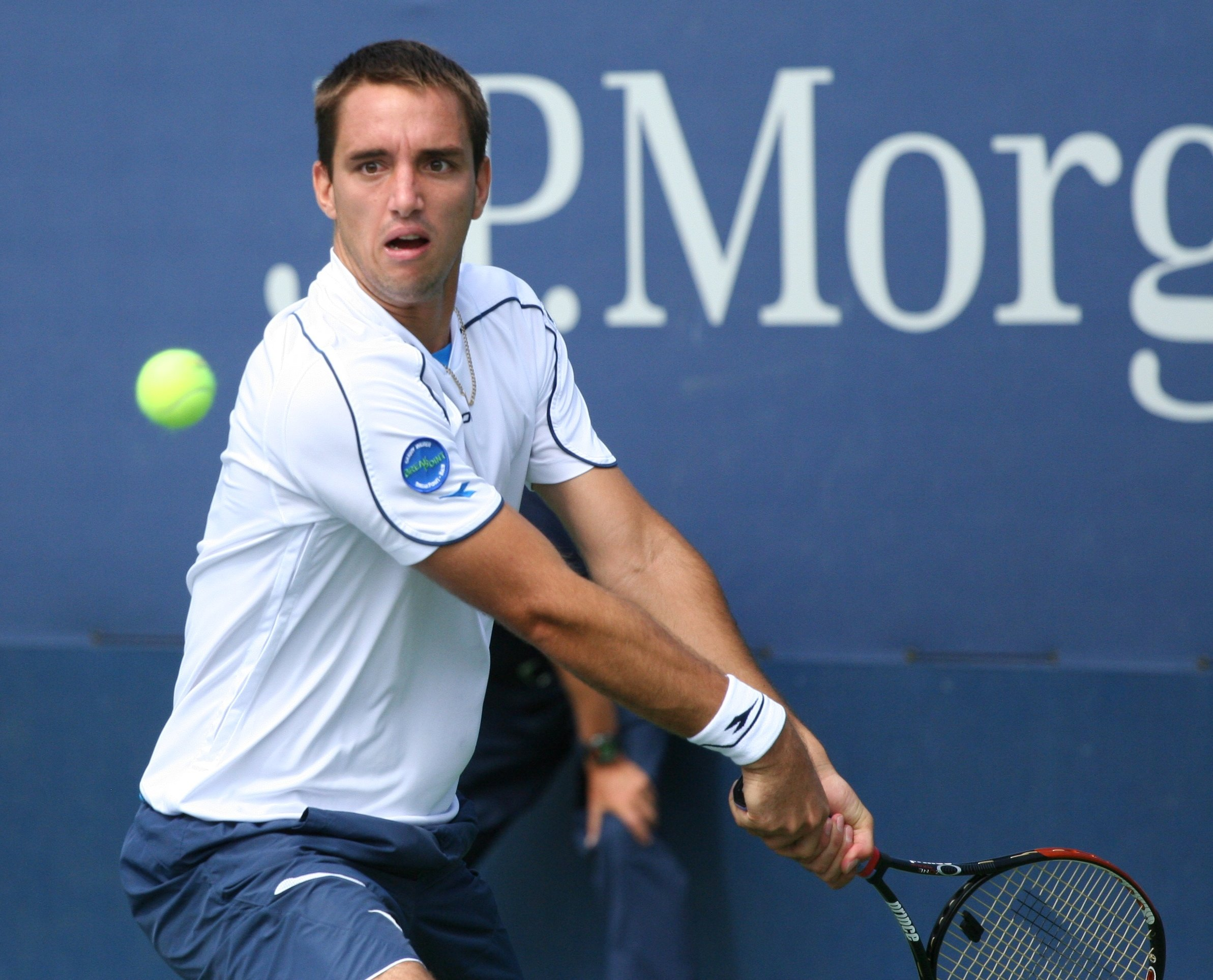
Srb Viktor Troicki získal první singlový a deblový titul v Bangkoku, respektive v Moskvě.

Následující hráči získali první turnajové vítězství na okruhu ATP ve dvouhře, čtyřhře či smíšené čtyřhře:
- Jérémy Chardy – Brisbane (čtyřhra)
- Guillermo García-López – Dauha (čtyřhra)
- John Isner – Auckland (dvouhra)
- Marcus Daniell – Auckland (čtyřhra)
- Horia Tecău – Auckland (čtyřhra)
- Ajsám Kúreší – Johannesburg (čtyřhra)
- Philipp Petzschner – Zagreb (čtyřhra)
- Sam Querrey – San Jose (čtyřhra)
- Horacio Zeballos – Buenos Aires (čtyřhra)
- Ernests Gulbis – Delray Beach (dvouhra)
- Santiago González – Bělehrad (čtyřhra)
- Travis Rettenmaier – Bělehrad (čtyřhra)
- David Marrero – Estoril (čtyřhra)
- Novak Djoković – Londýn (čtyřhra)
- Carlos Berlocq – Stuttgart (čtyřhra)
- Andrej Golubjov – Hamburg (dvouhra)
- Johan Brunström – Gstaad (čtyřhra)
- Dustin Brown – Méty (čtyřhra)
- Viktor Troicki – Bangkok (čtyřhra), Moskva (dvouhra)
- Jean-Julien Rojer – Tokio (čtyřhra)
- Igor Kunicyn – Moskva (čtyřhra)
- Michail Kukuškin – St. Petersburg (dvouhra)
- Andy Murray – Valencia (čtyřhra)

### Obhájené tituly
Následující hráči obhájili titul ve dvouhře, čtyřhře či smíšené čtyřhře:
- Marc Gicquel – Brisbane (čtyřhra)
- Marin Čilić – Chennai (dvouhra),Záhřeb (dvouhra)
- Bob Bryan – Australian Open (čtyřhra), Delray Beach (čtyřhra), Houston (čtyřhra), Los Angeles (čtyřhra), Peking (čtyřhra)
- Mike Bryan – Australian Open (čtyřhra), Delray Beach (čtyřhra), Houston (čtyřhra), Los Angeles (čtyřhra), Peking (čtyřhra)
- Daniel Nestor – Rotterdam (čtyřhra), Monte Carlo (čtyřhra), Barcelona (čtyřhra)
- Nenad Zimonjić – Rotterdam (čtyřhra), Monte Carlo (čtyřhra), Barcelona (čtyřhra)
- Marcel Granollers – Costa do Sauípe (čtyřhra)
- Michaël Llodra – Marseille (čtyřhra)
- Novak Djoković – Dubaj (dvouhra), Peking (dvouhra)
- Rafael Nadal – Monte Carlo (dvouhra), Řím (dvouhra)
- Albert Montañés – Estoril (dvouhra)
- Mariusz Fyrstenberg – Eastbourne (čtyřhra)
- Marcin Matkowski – Eastbourne (čtyřhra)
- Sam Querrey – Los Angeles (dvouhra)
- Andy Murray – Toronto (dvouhra)
- Roger Federer – Cincinnati (dvouhra)
- Jürgen Melzer – Vídeň (dvouhra)

### Tituly podle státu (dvouhra)
| Stát               | Počet | Turnaj |
| ------------------ | ----- | --- |
| Španělsko          | 20    | Johannesburg, Costa do Sauipe, San José, Buenos Aires, Acapulco, Monte-Carlo, Barcelona, Řím, Estoril Madrid, French Open, Wimbledon, Båstad, Stuttgart, Gstaad, Umag, US Open, Bangkok, Tokio, Valencie |
| USA                | 9     | Brisbane, Auckland, Memphis, Miami, Bělehrad, Queen's, Newport, Atlanta, Los Angeles |
| Švýcarsko          | 6     | Australian open, Casablanca, Cincinnati, Stockholm, Bali, Turnaj mistrů |
| Francie            | 5     | Marseille, Nice, Eastbourne, Méty, Montpellier |
| Argentina          | 3     | Houston, Washington, Bukutešť |
| Chorvatsko         | 3     | Čennaj, Záhřeb, Indian Wells |
| Rusko              | 3     | Dauha, Mnichov, Kuala Lumpur |
| Srbsko             | 3     | Dubaj, Peking, Moskva |
| Kazachstán         | 2     | Hamburk, Petrohrad |
| Spojené království | 2     | Toronto, Šanghaj |
| Švédsko            | 2     | Rotterdam, Paříž-Bercy |
| Ukrajina           | 2     | 's-Hertogenbosch, New Haven |
| Austrálie          | 1     | Halle |
| Rakousko           | 1     | Vídeň |
| Brazílie           | 1     | Santiago de Chile |
| Kypr               | 1     | Sydney |
| Lotyšsko           | 1     | Delray Beach |

### Tituly podle hráčů (čtyřhra)
- V tabulce jsou hráči, kteří vyhráli dva a více turnajů.

| Hráč                | Počet | Turnaj |
| ------------------- | ----- | --- |
| Bob Bryan           | 11    | Australian Open, Delray Beach, Houston, Řím, Madrid, Los Angeles, Toronto Cincinnati, US Open, Peking, Bali |
| Mike Bryan          | 11    | Australian Open, Delray Beach, Houston, Řím, Madrid, Los Angeles, Toronto Cincinnati, US Open, Peking, Bali |
| Daniel Nestor       | 7     | Sydney, Rotterdam, Monte-Carlo, Barcelona, French Open, Vídeň, Turnaj mistrů                                |
| Nenad Zimonjić      | 7     | Sydney, Rotterdam, Monte-Carlo, Barcelona, French Open, Vídeň, Turnaj mistrů                                |
| Horia Tecău         | 5     | Auckland, Casablanca, 's-Hertogenbosch, Båstad, New Haven                                                   |
| Robert Lindstedt    | 4     | Casablanca, 's-Hertogenbosch, Båstad, New Haven                                                             |
| Łukasz Kubot        | 3     | Santiago de Chile, Acapulco, Bukurešť                                                                       |
| Marc López          | 3     | Indian Wells, Estoril, Hamburk                                                                              |
| Oliver Marach       | 3     | Santiago de Chile, Acapulco, Mnichov                                                                        |
| Jürgen Melzer       | 3     | Záhřeb, Wimbledon, Šanghaj                                                                                  |
| Eric Butorac        | 2     | Tokio, Stockholm                                                                                            |
| Mardy Fish          | 2     | San José, Washington                                                                                        |
| Marcel Granollers   | 2     | Čennaj, Costa do Sauipe                                                                                     |
| David Marrero       | 2     | Estoril, Hamburk                                                                                            |
| Leander Paes        | 2     | Miami, Šanghaj                                                                                              |
| Philipp Petzschner  | 2     | Záhřeb, Wimbledon                                                                                           |
| Sam Querrey         | 2     | San José, Memphis                                                                                           |
| / Jean-Julien Rojer | 2     | Tokio, Stockholm                                                                                            |
| Santiago Ventura    | 2     | Čennaj, Mnichov                                                                                             |

### Tituly podle státu (čtyřhra)
| Stát                      | Počet | Turnaj |
| ------------------------- | ----- | --- |
| USA                       | 18    | Australian Open, San José, Delray Beach, Memphis, Houston, Řím, Bělehrad, Madrid, Atlanta, Los Angeles Washington, Toronto, Cincinnati, US Open, Peking, Tokio, Stockholm, Bali |
| Srbsko                    | 9     | Sydney, Rotterdam, Monte-Carlo, Barcelona, French Open, Queen's, Bangkok, Vídeň, Turnaj mistrů                                                                                  |
| Kanada                    | 7     | Sydney, Rotterdam, Monte-Carlo, Barcelona, French Open, Vídeň, Turnaj mistrů |
| Španělsko                 | 7     | Dauha, Čennaj, Costa do Sauipe, Indian Wells, Estoril, Mnichov, Hamburk |
| Rakousko                  | 6     | Santiago de Chile, Záhřeb, Acapulco, Mnichov, Wimbledon, Šanghaj |
| Švédsko                   | 6     | Dubaj, Casablanca, 's-Hertogenbosch, Båstad, Gstaad, New Haven |
| Rumunsko                  | 5     | Auckland, Casablanca, 's-Hertogenbosch, Båstad, New Haven |
| Indie                     | 4     | Johannesburg, Miami, Šanghaj, Paříž-Bercy |
| Polsko                    | 4     | Santiago de Chile, Acapulco, Eastbourne, Bukurešť |
| Německo                   | 3     | Záhřeb, Wimbledon, Bangkok |
| Argentina                 | 3     | Buenos Aires, Stuttgart, Bukurešť |
| Austrálie                 | 3     | Dubaj, Newport, Montpellier |
| Česko                     | 3     | Miami, Umag, Kuala Lumpur |
| Nizozemské Antily Curaçao | 2     | Tokio, Stockholm |
| Francie                   | 2     | Brisbane, Marseille |
| Spojené království        | 2     | Montpellier, Valencie |
| Rusko                     | 2     | Halle, Moskva |
| Slovensko                 | 2     | Umag, Kuala Lumpur |
| Bahamy                    | 1     | Washington |
| Bělorusko                 | 1     | Paříž-Bercy |
| Brazílie                  | 1     | Nice |
| Finsko                    | 1     | Gstaad |
| Izrael                    | 1     | Queen's |
| Itálie                    | 1     | Petrohrad |
| Jamajka                   | 1     | Méty |
| Mexiko                    | 1     | Bělehrad |
| Nový Zéland               | 1     | Auckland |
| Pákistán                  | 1     | Johannesburg |
| Nizozemsko                | 1     | Méty |
| Ukrajina                  | 1     | Halle |
| Uruguay                   | 1     | Costa do Sauipe |

## Žebříček ATP
Níže je hodnocení 20 nejlepších hráčů ve dvouhře, čtyřhře a párů na žebříčku ATP v sezóně 2010 a posun postavení proti sezóně 2009. V tabulce jsou uvedeny charakteristiky ke konci sezóny 2010  znázorňující počet dosažených bodů, odehraných turnajů, nejvyšší (max) a nejnižší (min) postavení během roku, respektive změnu na žebříčku v intervalu 2009-2010. Levá tabulka uvádí stav na konci sezóny 2009.

### Dvouhra
| stav k 28. prosinci 2009 | stav k 28. prosinci 2009 | stav k 28. prosinci 2009 | stav k 28. prosinci 2009 |
| Č.                       | Hráč                     | Body                     |                          |
| ------------------------ | ------------------------ | ------------------------ | ------------------------ |
| 1                        | Roger Federer            | 10550                    |                          |
| 2                        | Rafael Nadal             | 9205                     |                          |
| 3                        | Novak Djoković           | 8310                     |                          |
| 4                        | Andy Murray              | 7030                     |                          |
| 5                        | Juan Martín del Potro    | 6785                     |                          |
| 6                        | Nikolaj Davyděnko        | 4930                     |                          |
| 7                        | Andy Roddick             | 4410                     |                          |
| 8                        | Robin Söderling          | 3410                     |                          |
| 9                        | Fernando Verdasco        | 3300                     |                          |
| 10                       | Jo-Wilfried Tsonga       | 2875                     |                          |
| 11                       | Fernando González        | 2870                     |                          |
| 12                       | Radek Štěpánek           | 2625                     |                          |
| 13                       | Gaël Monfils             | 2610                     |                          |
| 14                       | Marin Čilić              | 2430                     |                          |
| 15                       | Gilles Simon             | 2275                     |                          |
| 16                       | Tommy Robredo            | 2175                     |                          |
| 17                       | David Ferrer             | 1870                     |                          |
| 18                       | Tommy Haas               | 1855                     |                          |
| 19                       | Michail Južnyj           | 1690                     |                          |
| 20                       | Tomáš Berdych            | 1655                     |                          |

| stav k 27. prosinci 2010 | stav k 27. prosinci 2010 | stav k 27. prosinci 2010 | stav k 27. prosinci 2010 | stav k 27. prosinci 2010 | stav k 27. prosinci 2010 | stav k 27. prosinci 2010 | stav k 27. prosinci 2010 |
| Č.                       | Hráč                     | Body                     | Turnajů                  | Poř.'09                  | Max                      | Min                      | '09→'10                  |
| ------------------------ | ------------------------ | ------------------------ | ------------------------ | ------------------------ | ------------------------ | ------------------------ | ------------------------ |
| 1                        | Rafael Nadal             | 12450                    | 17                       | 2                        | 1                        | 4                        | ▲ 1                      |
| 2                        | Roger Federer            | 9145                     | 18                       | 1                        | 1                        | 3                        | ▼ 1                      |
| 3                        | Novak Djoković           | 6240                     | 20                       | 3                        | 2                        | 3                        | ▬ =                      |
| 4                        | Andy Murray              | 5760                     | 19                       | 4                        | 3                        | 5                        | ▬ =                      |
| 5                        | Robin Söderling          | 5580                     | 24                       | 8                        | 4                        | 8                        | ▲ 3                      |
| 6                        | Tomáš Berdych            | 3955                     | 25                       | 20                       | 6                        | 25                       | ▲ 14                     |
| 7                        | David Ferrer             | 3735                     | 24                       | 17                       | 7                        | 19                       | ▲ 10                     |
| 8                        | Andy Roddick             | 3665                     | 18                       | 7                        | 7                        | 13                       | ▼ 1                      |
| 9                        | Fernando Verdasco        | 3240                     | 24                       | 9                        | 7                        | 12                       | ▬ =                      |
| 10                       | Michail Južnyj           | 2920                     | 22                       | 19                       | 8                        | 20                       | ▲ 9                      |
| 11                       | Jürgen Melzer            | 2785                     | 27                       | 28                       | 11                       | 32                       | ▲ 17                     |
| 12                       | Gaël Monfils             | 2560                     | 21                       | 13                       | 12                       | 20                       | ▲ 1                      |
| 13                       | Jo-Wilfried Tsonga       | 2345                     | 16                       | 10                       | 9                        | 13                       | ▼ 3                      |
| 14                       | Marin Čilić              | 2300                     | 24                       | 14                       | 9                        | 15                       | ▬ =                      |
| 15                       | Nicolás Almagro          | 2160                     | 27                       | 26                       | 15                       | 40                       | ▲ 11                     |
| 16                       | Mardy Fish               | 1991                     | 19                       | 55                       | 16                       | 108                      | ▲ 39                     |
| 17                       | Ivan Ljubičić            | 1965                     | 20                       | 24                       | 13                       | 26                       | ▲ 7                      |
| 18                       | Sam Querrey              | 1860                     | 27                       | 25                       | 18                       | 31                       | ▲ 7                      |
| 19                       | John Isner               | 1850                     | 23                       | 34                       | 18                       | 34                       | ▲ 15                     |
| 20                       | Marcos Baghdatis         | 1785                     | 28                       | 42                       | 18                       | 42                       | ▲ 22                     |

### Čtyřhra (jednotlivci)
| stav k 28. prosinci 2009 | stav k 28. prosinci 2009 | stav k 28. prosinci 2009 | stav k 28. prosinci 2009 |
| Č.                       | Hráč                     | Body                     |                          |
| ------------------------ | ------------------------ | ------------------------ | ------------------------ |
| 1                        | Bob Bryan                | 10480                    |                          |
| =                        | Mike Bryan               | 10480                    |                          |
| 3                        | Daniel Nestor            | 10410                    |                          |
| =                        | Nenad Zimonjić           | 10410                    |                          |
| 5                        | Mark Knowles             | 6880                     |                          |
| 6                        | Lukáš Dlouhý             | 6460                     |                          |
| 7                        | Mahesh Bhupathi          | 6260                     |                          |
| 8                        | Leander Paes             | 5890                     |                          |
| 9                        | Andy Ram                 | 4950                     |                          |
| 10                       | Wesley Moodie            | 4550                     |                          |
| 11                       | Max Mirnyj               | 4350                     |                          |
| 12                       | Łukasz Kubot             | 3880                     |                          |
| 13                       | Oliver Marach            | 3790                     |                          |
| 14                       | Michal Mertiňák          | 3740                     |                          |
| 15                       | Dick Norman              | 3666                     |                          |
| 16                       | František Čermák         | 3590                     |                          |
| 17                       | Marcin Matkowski         | 3490                     |                          |
| 18                       | Mariusz Fyrstenberg      | 3400                     |                          |
| 19                       | Mardy Fish               | 3275                     |                          |
| 20                       | Tommy Robredo            | 2905                     |                          |

| stav k 27. prosinci 2010 | stav k 27. prosinci 2010 | stav k 27. prosinci 2010 | stav k 27. prosinci 2010 | stav k 27. prosinci 2010 | stav k 27. prosinci 2010 | stav k 27. prosinci 2010 | stav k 27. prosinci 2010 |
| Č.                       | Hráč                     | Body                     | Turnajů                  | Poř.'09                  | Max                      | Min                      | '09→'10                  |
| ------------------------ | ------------------------ | ------------------------ | ------------------------ | ------------------------ | ------------------------ | ------------------------ | ------------------------ |
| 1                        | Bob Bryan                | 11500                    | 25                       | 1T                       | 1T                       | 3T                       | ▬ =                      |
| =                        | Mike Bryan               | 11500                    | 25                       | 1T                       | 1T                       | 3T                       | ▬ =                      |
| 3                        | Daniel Nestor            | 9150                     | 25                       | 3T                       | 1T                       | 3T                       | ▬ =                      |
| =                        | Nenad Zimonjić           | 9150                     | 27                       | 3T                       | 1T                       | 3T                       | ▬ =                      |
| 5                        | Leander Paes             | 5150                     | 22                       | 8                        | 5                        | 9                        | ▲ 3                      |
| 6                        | Mahesh Bhupathi          | 5085                     | 23                       | 7                        | 6                        | 15                       | ▲ 1                      |
| 7                        | Max Mirnyj               | 5070                     | 20                       | 11                       | 8                        | 18                       | ▲ 4                      |
| 8                        | Jürgen Melzer            | 4410                     | 25                       | 26                       | 6                        | 26                       | ▲ 18                     |
| 9                        | Lukáš Dlouhý             | 4315                     | 27                       | 6                        | 5                        | 10                       | ▼ 3                      |
| 10                       | Łukasz Kubot             | 4140                     | 26                       | 12                       | 7                        | 15                       | ▲ 2                      |
| 11                       | Oliver Marach            | 4050                     | 30                       | 13                       | 8                        | 16                       | ▲ 2                      |
| 12                       | Mariusz Fyrstenberg      | 3850                     | 29                       | 18                       | 10T                      | 20                       | ▲ 6                      |
| =                        | Marcin Matkowski         | 3850                     | 29                       | 17                       | 10T                      | 19                       | ▲ 5                      |
| 14                       | Wesley Moodie            | 3500                     | 27                       | 10                       | 9                        | 25                       | ▼ 4                      |
| 15                       | Marc López               | 3385                     | 24                       | 62                       | 14                       | 88                       | ▲ 47                     |
| 16                       | Rohan Bopanna            | 3370                     | 30                       | 83                       | 13                       | 88                       | ▲ 67                     |
| 17                       | Dick Norman              | 3350                     | 31                       | 15                       | 10                       | 24                       | ▼ 2                      |
| 18                       | Ajsám Kúreší             | 3268                     | 29                       | 59                       | 16                       | 65                       | ▲ 41                     |
| 19                       | Horia Tecău              | 3250                     | 32                       | 46                       | 15                       | 46                       | ▲ 27                     |
| 20                       | Philipp Petzschner       | 3200                     | 19                       | 55                       | 19                       | 63                       | ▲ 35                     |

### Čtyřhra (páry)
| stav k 7. prosinci 2009 | stav k 7. prosinci 2009              | stav k 7. prosinci 2009 |
| Č.                      | Pár                                  | Body                    |
| ----------------------- | ------------------------------------ | ----------------------- |
| 1                       | Bob Bryan Mike Bryan                 | 10800                   |
| 2                       | Daniel Nestor Nenad Zimonjić         | 10710                   |
| 3                       | Mahesh Bhupathi Mark Knowles         | 6350                    |
| 4                       | Lukáš Dlouhý Leander Paes            | 5740                    |
| 5                       | Max Mirnyj Andy Ram                  | 4350                    |
| 6                       | František Čermák Michal Mertiňák     | 3980                    |
| 7                       | Łukasz Kubot Oliver Marach           | 3970                    |
| 8                       | Mariusz Fyrstenberg Marcin Matkowski | 3535                    |
| 9                       | Wesley Moodie Dick Norman            | 3295                    |
| 10                      | Bruno Soares Kevin Ullyett           | 2560                    |

| stav k 27. prosinci 2010 | stav k 27. prosinci 2010             | stav k 27. prosinci 2010 | stav k 27. prosinci 2010 | stav k 27. prosinci 2010 | stav k 27. prosinci 2010 |
| Č.                       | Pár                                  | Body                     | Turnajů                  | Poř.'09                  | '09→'10                  |
| ------------------------ | ------------------------------------ | ------------------------ | ------------------------ | ------------------------ | ------------------------ |
| 1                        | Bob Bryan Mike Bryan                 | 11680                    | 23                       | 1                        | ▬ =                      |
| 2                        | Daniel Nestor Nenad Zimonjić         | 9580                     | 25                       | 2                        | ▬ =                      |
| 3                        | Mahesh Bhupathi Max Mirnyj           | 5070                     | 20                       | —                        | ▲ NR                     |
| 4                        | Mariusz Fyrstenberg Marcin Matkowski | 4120                     | 29                       | 8                        | ▲ 4                      |
| 5                        | Lukáš Dlouhý Leander Paes            | 4015                     | 19                       | 4                        | ▼ 1                      |
| 6                        | Łukasz Kubot Oliver Marach           | 3935                     | 24                       | 7                        | ▲ 1                      |
| 7                        | Wesley Moodie Dick Norman            | 3575                     | 21                       | 9                        | ▲ 2                      |
| 8                        | Rohan Bopanna Ajsám Kúreší           | 3265                     | 23                       | 232T                     | ▲ 224                    |
| 9                        | František Čermák Michal Mertiňák     | 2980                     | 27                       | 6                        | ▼ 3                      |
| 10                       | Jürgen Melzer Philipp Petzschner     | 2945                     | 13                       | —                        | ▲ NR                     |

## Finanční odměny
Stav k 6. prosinci 2010.
| Č.  | Stát                   | Hráč              | Výdělek v sezóně |
| --- | ---------------------- | ----------------- | ---------------- |
| 1.  | Španělsko              | Rafael Nadal      | $10,171,998      |
| 2.  | Švýcarsko              | Roger Federer     | $7,698,289       |
| 3.  | Srbsko                 | Novak Djoković    | $4,278,857       |
| 4.  | Spojené království     | Andy Murray       | $4,046,805       |
| 5.  | Švédsko                | Robin Söderling   | $3,731,527       |
| 6.  | Španělsko              | David Ferrer      | $2,593,353       |
| 7.  | Česko                  | Tomáš Berdych     | $2,509,122       |
| 8.  | Rakousko               | Jürgen Melzer     | $2,037,084       |
| 9.  | Španělsko              | Fernando Verdasco | $1,971,365       |
| 10. | Spojené státy americké | Andy Roddick      | $1,917,612       |

## Statistiky hráčů
Statistiky nejlepších hráčů ve sledovaných charakteristikách sezóny 2010. Hodnoty jsou vyjma statistik es uváděny v procentech. Stav k 29. listopadu 2010.
| ESA | ESA             | ESA  | ESA    |
| Poř | Hráč            | Esa  | Zápasů |
| --- | --------------- | ---- | ------ |
| 1   | John Isner      | 1048 | 60     |
| 2   | Andy Roddick    | 815  | 66     |
| 3   | Robin Söderling | 739  | 75     |
| 4   | Sam Querrey     | 709  | 60     |
| 5   | Roger Federer   | 658  | 78     |
| 6   | Mardy Fish      | 567  | 52     |
| 7   | Gaël Monfils    | 565  | 61     |
| 8   | Viktor Troicki  | 558  | 62     |
| 9   | Tomáš Berdych   | 547  | 68     |
| 10  | Nicolás Almagro | 541  | 67     |

| ZISK HER NA PODÁNÍ | ZISK HER NA PODÁNÍ | ZISK HER NA PODÁNÍ | ZISK HER NA PODÁNÍ |
| Poř                | Hráč               | %                  | Zápasů             |
| ------------------ | ------------------ | ------------------ | ------------------ |
| 1                  | Andy Roddick       | 91                 | 66                 |
| 2                  | Rafael Nadal       | 90                 | 81                 |
| 3                  | John Isner         | 90                 | 60                 |
| 4                  | Roger Federer      | 89                 | 78                 |
| 5                  | Tomáš Berdych      | 87                 | 68                 |
| 6                  | Robin Söderling    | 86                 | 75                 |
| 7                  | Sam Querrey        | 86                 | 60                 |
| 8                  | Jo-Wilfried Tsonga | 86                 | 45                 |
| 9                  | Mardy Fish         | 85                 | 52                 |
| 10                 | Thiemo de Bakker   | 85                 | 49                 |
| =                  | Feliciano López    | 85                 | 49                 |

| ODVRÁCENÉ BREJKBOLY | ODVRÁCENÉ BREJKBOLY | ODVRÁCENÉ BREJKBOLY | ODVRÁCENÉ BREJKBOLY |
| Poř                 | Hráč                | %                   | Zápasů              |
| ------------------- | ------------------- | ------------------- | ------------------- |
| 1                   | Rafael Nadal        | 69                  | 89                  |
| 2                   | Andy Roddick        | 69                  | 66                  |
| 3                   | John Isner          | 69                  | 60                  |
| 4                   | Marin Čilić         | 69                  | 59                  |
| 5                   | Roger Federer       | 68                  | 78                  |
| 6                   | Feliciano López     | 68                  | 49                  |
| 7                   | Novak Djoković      | 67                  | 72                  |
| 8                   | Tomáš Berdych       | 67                  | 68                  |
| 9                   | Sam Querrey         | 67                  | 60                  |
| 10                  | Stanislas Wawrinka  | 67                  | 52                  |

| ÚSPĚŠNOST 1. SERVISU | ÚSPĚŠNOST 1. SERVISU | ÚSPĚŠNOST 1. SERVISU | ÚSPĚŠNOST 1. SERVISU |
| Poř                  | Hráč                 | %                    | Zápasů               |
| -------------------- | -------------------- | -------------------- | -------------------- |
| 1                    | Potito Starace       | 74                   | 48                   |
| 2                    | Juan Carlos Ferrero  | 72                   | 47                   |
| =                    | Victor Hănescu       | 72                   | 47                   |
| 4                    | Jarkko Nieminen      | 70                   | 54                   |
| 5                    | Andy Roddick         | 69                   | 66                   |
| 6                    | John Isner           | 69                   | 60                   |
| 7                    | Rafael Nadal         | 67                   | 81                   |
| 8                    | Fernando Verdasco    | 67                   | 64                   |
| 9                    | Denis Istomin        | 66                   | 58                   |
| 10                   | Julien Benneteau     | 66                   | 43                   |

| VÍTĚZNÉ BODY Z 1. SEVISU | VÍTĚZNÉ BODY Z 1. SEVISU | VÍTĚZNÉ BODY Z 1. SEVISU | VÍTĚZNÉ BODY Z 1. SEVISU |
| Poř                      | Hráč                     | %                        | Zápasů                   |
| ------------------------ | ------------------------ | ------------------------ | ------------------------ |
| 1                        | Mardy Fish               | 80                       | 52                       |
| 2                        | Tomáš Berdych            | 79                       | 68                       |
| 3                        | Andy Roddick             | 79                       | 66                       |
| 4                        | Sam Querrey              | 79                       | 60                       |
| 5                        | Roger Federer            | 78                       | 78                       |
| 6                        | Robin Söderling          | 78                       | 75                       |
| 7                        | Andy Murray              | 77                       | 64                       |
| 8                        | Feliciano López          | 77                       | 49                       |
| 9                        | Marcos Baghdatis         | 76                       | 68                       |
| 10                       | John Isner               | 76                       | 60                       |

| VÍTĚZNÉ BODY Z 2. SERVISU | VÍTĚZNÉ BODY Z 2. SERVISU | VÍTĚZNÉ BODY Z 2. SERVISU | VÍTĚZNÉ BODY Z 2. SERVISU |
| Poř                       | Hráč                      | %                         | Zápasů                    |
| ------------------------- | ------------------------- | ------------------------- | ------------------------- |
| 1                         | Rafael Nadal              | 60                        | 81                        |
| 2                         | Andy Roddick              | 57                        | 66                        |
| 3                         | Roger Federer             | 56                        | 78                        |
| 4                         | Juan Carlos Ferrero       | 56                        | 47                        |
| 5                         | David Ferrer              | 55                        | 81                        |
| 6                         | Jürgen Melzer             | 55                        | 72                        |
| 7                         | Tomáš Berdych             | 55                        | 68                        |
| 8                         | John Isner                | 55                        | 60                        |
| 9                         | Nicolás Almagro           | 54                        | 67                        |
| 10                        | Richard Gasquet           | 54                        | 60                        |

| VÍTĚZNÉ BODY PO VRÁCENÍ 1. SERVISU | VÍTĚZNÉ BODY PO VRÁCENÍ 1. SERVISU | VÍTĚZNÉ BODY PO VRÁCENÍ 1. SERVISU | VÍTĚZNÉ BODY PO VRÁCENÍ 1. SERVISU |
| Poř                                | Hráč                               | %                                  | Zápasů                             |
| ---------------------------------- | ---------------------------------- | ---------------------------------- | ---------------------------------- |
| 1                                  | Juan Ignacio Chela                 | 35                                 | 52                                 |
| 2                                  | Juan Mónaco                        | 35                                 | 49                                 |
| 3                                  | Roger Federer                      | 34                                 | 78                                 |
| 4                                  | Novak Djoković                     | 34                                 | 72                                 |
| 5                                  | Juan Carlos Ferrero                | 34                                 | 47                                 |
| 6                                  | David Ferrer                       | 33                                 | 81                                 |
| 7                                  | Pablo Cuevas                       | 33                                 | 42                                 |
| 8                                  | Andy Murray                        | 32                                 | 64                                 |
| =                                  | Fernando Verdasco                  | 32                                 | 64                                 |
| 10                                 | Viktor Troicki                     | 32                                 | 62                                 |

| PROMĚNĚNÉ BREJKBOLY | PROMĚNĚNÉ BREJKBOLY | PROMĚNĚNÉ BREJKBOLY | PROMĚNĚNÉ BREJKBOLY |
| Poř                 | Hráč                | %                   | Zápasů              |
| ------------------- | ------------------- | ------------------- | ------------------- |
| 1                   | Juan Carlos Ferrero | 46                  | 47                  |
| 2                   | Novak Djoković      | 45                  | 72                  |
| 3                   | Juan Ignacio Chela  | 45                  | 52                  |
| 4                   | Michaël Llodra      | 45                  | 48                  |
| 5                   | David Ferrer        | 44                  | 81                  |
| =                   | Rafael Nadal        | 44                  | 81                  |
| 7                   | Robin Söderling     | 44                  | 75                  |
| 8                   | Michail Južnyj      | 44                  | 58                  |
| 9                   | Mardy Fish          | 44                  | 52                  |
| 10                  | Viktor Troicki      | 43                  | 62                  |

| ZISK HER NA PŘÍJMU | ZISK HER NA PŘÍJMU  | ZISK HER NA PŘÍJMU | ZISK HER NA PŘÍJMU |
| Poř                | Hráč                | %                  | Zápasů             |
| ------------------ | ------------------- | ------------------ | ------------------ |
| 1                  | Novak Djoković      | 32                 | 72                 |
| 2                  | Juan Ignacio Chela  | 32                 | 52                 |
| 3                  | Juan Carlos Ferrero | 32                 | 47                 |
| 4                  | David Ferrer        | 31                 | 81                 |
| 5                  | Andy Murray         | 30                 | 64                 |
| 6                  | Rafael Nadal        | 29                 | 81                 |
| 7                  | Nikolaj Davyděnko   | 29                 | 47                 |
| 8                  | Juan Mónaco         | 28                 | 49                 |
| 9                  | Roger Federer       | 27                 | 78                 |
| 10                 | Fernando Verdasco   | 27                 | 64                 |

## Profesionální kariéra hráčů

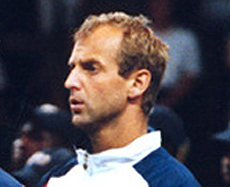
Thomas Muster se vrátil na okruh challengerem v Braunschweigu.

### Ukončení kariéry
- Younès El Aynaoui, 38 let (ukončení: 5. ledna)
- Fabrice Santoro, 37 let (18. ledna)
- Guillermo Cañas, 32 let (26. března)
- Sébastien Grosjean, 32 let (27. května)
- Paradorn Srichaphan, 30 let (7. června)
- Alberto Martín, 31 let (28. července)
- Thierry Ascione, 29 let (22. září)
- Christophe Rochus, 31 let (30. října)
- Taylor Dent, 29 let (8. listopadu)
- Martin Damm, 38 let (8. listopadu)
- Carlos Moyà, 34 let (17. listopadu)
- Dominik Hrbatý, 32 let (22. listopadu)
- Nicolas Kiefer, 33 let (30. prosince)

### Návrat na okruh ATP
- Thomas Muster, 42 let (návrat: červenec)